# Plomintavlan
Plomintavlan (kroatiska: Plominska ploča) eller Plomininskriptionen (Plominski natpis) är ett fornminne i Plomin på halvön Istrien i Kroatien. Fornminnet, en stentavla daterad till omkring 1000-talet, är inmurad på ytterväggen av Sankt Georgs kyrka i Plomin. På tavlan är den romerska guden Silvanus porträtterad och inskriptionen är skriven med glagolitisk skrift. Inskriptionen är en av Istriens äldsta kroatiska texter med glagolitisk skrift. Reliefen av en romersk Gud och glagolitisk skrift vittnar om en tidig kulturell parallellism mellan två kulturella strömningar i Istrien; den romerska och slaviska (kroatiska).    

### Fotnoter
1. 1 2  Hrvatskijezik.eu Arkiverad 16 februari 2014 hämtat från the Wayback Machine. (kroatiska)